# Редкокашин, Владимир Николаевич
Владимир Николаевич Редкокашин (6 января 1948, Акмолинск, Казахская ССР — 29 октября 2024) — казахстанский политический и общественный деятель. Депутат Сената Парламента Республики Казахстан (2011—2017).

## Биография
Родился 6 января 1948 года в городе Акмола.
В 1979 году окончил экономический факультет Алма-Атинского института народного хозяйства по специальности «экономист».
В 1992 году окончил Челябинский государственный институт культуры по специальности «методист-организатор культурно-просветительской работы».

## Трудовая деятельность
С 1967 по 1968 годы — Сварщик треста «Целинсантехмонтаж».
С 1973 по 1974 годы — Шофер Целиноградского автопарка № 1, сварщик Целиноградского вагоноремонтного завода; ответственный исполнитель БММТ «Спутник» при Целиноградском обкоме ЛКСМК.
С 1974 по 1983 годы — Заместитель директора, директор Дворца молодежи города Целинограда.
С 1983 по 1989 годы — Инструктор Целиноградского обкома партии.
С 1989 по 1994 годы — Заместитель начальника, начальник Акмолинского областного управления культуры.
С 1994 по 1996 годы — Директор СП «Фридрих Ак жол».
С 1996 по 1997 годы — Директор Дворца целинников.
С 1997 по 2003 годы — Директор Центра делового и культурного сотрудничества города Акмолы, генеральный директор ГКП «Конгресс-холл».
С 2003 по 2011 годы — Секретарь маслихата города Астаны.

## Выборные должности, депутатство
С 2003 по 2011 годы — Депутат маслихата города Астаны.
С 2011 по 2017 годы — Депутат Сената Парламента Республики Казахстан от города Астаны, Член Комитета по социально-культурному развитию.
С мая 2005 года — Первый заместитель председателя центрального совета Республиканского общественного объединения депутатов маслихатов Республики Казахстан.
Умер 29 октября 2024 года в возрасте 76 лет, похоронен в Астане.

## Награды и звания
- Орден «Барыс» I степени (2024)[4].
- Орден Курмет (2012)[5].
- Почётная грамота Республики Казахстан.
- Почётный гражданин города Астаны (5 июля 2012 года).[6].
- Медаль «10 лет независимости Республики Казахстан» (2001).
- Медаль «10 лет Конституции Республики Казахстан» (2005).
- Медаль «10 лет Астане» (2008) и др.
- Награждён государственными юбилейными медалями Республики Казахстан и др.
- Орден «Содружество» (24 ноября 2016 года, Межпарламентская ассамблея СНГ) — за активное участие в деятельности Межпарламентской Ассамблеи и её органов, вклад в укрепление дружбы между народами государств — участников Содружества Независимых Государств[7].
- Медаль «За укрепление парламентского сотрудничества» (16 апреля 2015 года, Межпарламентская ассамблея СНГ) — за особый вклад в развитие парламентаризма, укрепление демократии, обеспечение прав и свобод граждан в государствах — участниках Содружества Независимых Государств[8].
- Медаль «МПА СНГ. 25 лет» (27 марта 2017 года, Межпарламентская ассамблея СНГ) — за заслуги в деле развития и укрепления парламентаризма, за вклад в развитие и совершенствование правовых основ функционирования Содружества Независимых Государств, укрепление международных связей и межпарламентского сотрудничества[9].
- Почётная грамота Совета МПА СНГ (28 ноября 2013 года, Межпарламентская ассамблея СНГ) — за активное участие в деятельности Межпарламентской Ассамблеи и её органов, вклад в укрепление дружбы между народами государств — участников Содружества Независимых Государств[10].